# Алексей Дука Филантропин
Алексей Дука Филантропин (греч. Ἀλέξιος Δούκας Φιλανθρωπηνός, ум. ок. 1275 г.) - византийский аристократ и адмирал, протостратор и великий дука при императоре Михаиле VIII Палеологе.

## Биография
Является первым известным в источниках членом семьи Филантропинов. Впервые упомянут Георгием Акрополитом при описании событий 1255 г., когда во время войн с болгарами был военным командиром Охрида (возможно являлся дуксом местной фемы).
На протяжении 1260-х годов носил титул протостратора. Теоретически он подчинялся великому дуке Михаилу Ласкарису, но последний был стар и немощен, а Филантропин фактически командовал византийским флотом. В 1262 или 1263 году, вскоре после отвоевания Константинополя у латинян, император Михаил VIII Палеолог послал его совершить набег на латинские владения Эгейского моря. Это была первая крупная экспедиция, предпринятая недавно расширенным и реорганизованным флотом Палеолога, а корабли Филантропина были укомплектованы новым корпусом газмулов и просалентов. Византийцы разграбили острова Парос, Наксос и Кею, а также города Каристос и Ореи на Негропонте, прежде чем отплыть на юг, чтобы поддержать высаженный в Монемвасии отряд для борьбы против княжества Ахайя.
В 1270 г. возможно командовал высадившейся в Монемвасии армией, в следующие годы действовал в Морее против ахейских франков. Обе стороны избегали прямой конфронтации, сосредоточившись на рейдах, чтобы грабить и опустошать территорию противника. В начале 1270-х годов Филантропин несколько раз вел свой флот против латинян, поддерживая в Негропонте имперского вассала Ликарио, принял участие в морской битве при Деметриаде, во время которой он был тяжело ранен. За этот успех он был повышен до звания великого дуки, которое стало вакантным после смерти Михаила Ласкариса.
Умер около 1275 г., должность великого дуки наследовал Ликарио.

### Семья
Единственная дочь Мария вышла замуж за протовестиария Михаил Тарханиота. В браке родилось двое сыновей и дочь. Второй сын - пинкерн Алексей Филантропин, бывший известным полководцем и организовавший в 1295 г. мятеж против императора Андроника II.